# Parchim
Parchim é uma cidade da Alemanha localizada no distrito de Ludwigslust-Parchim, estado de Mecklemburgo-Pomerânia Ocidental.

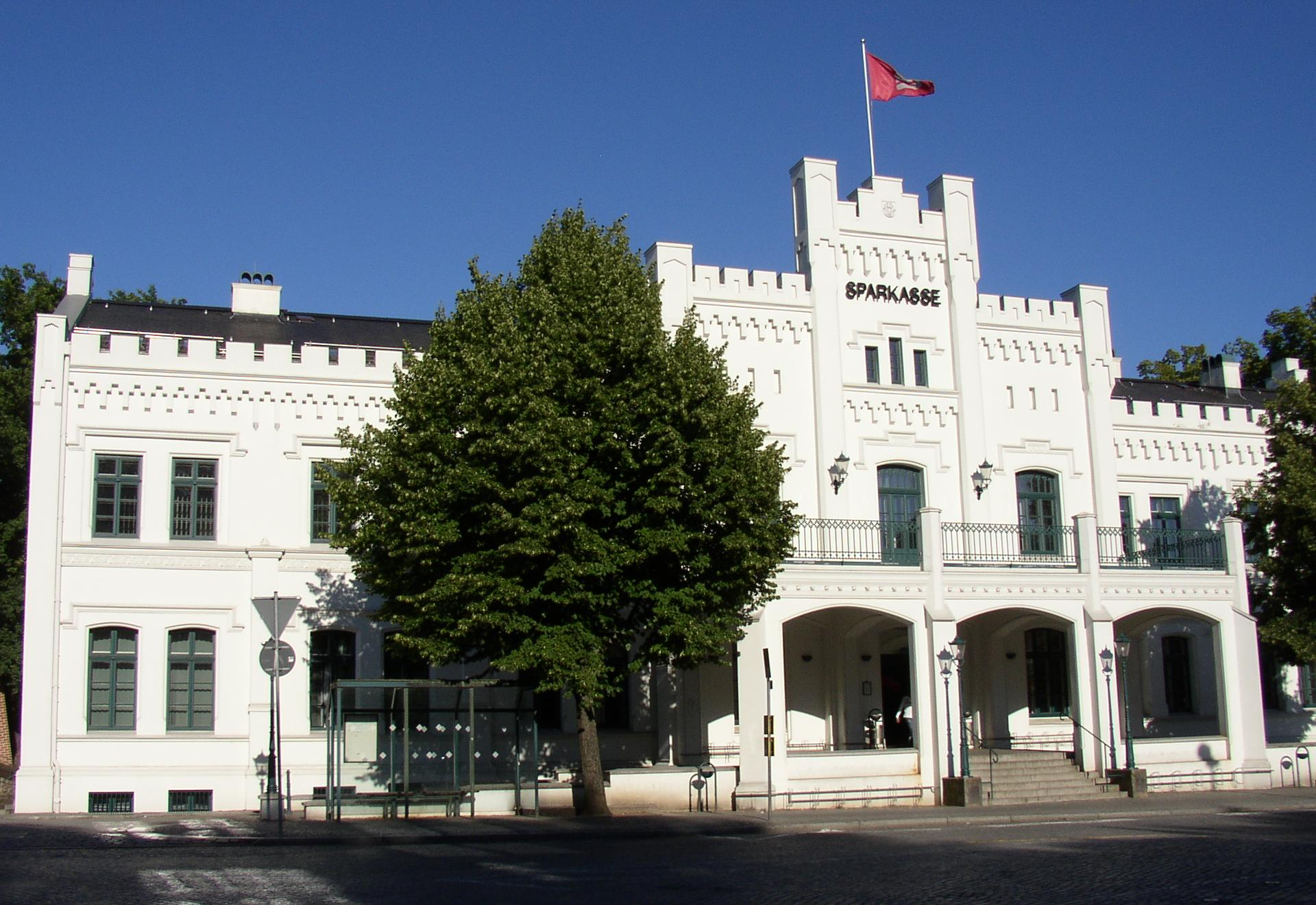
Caixa económica
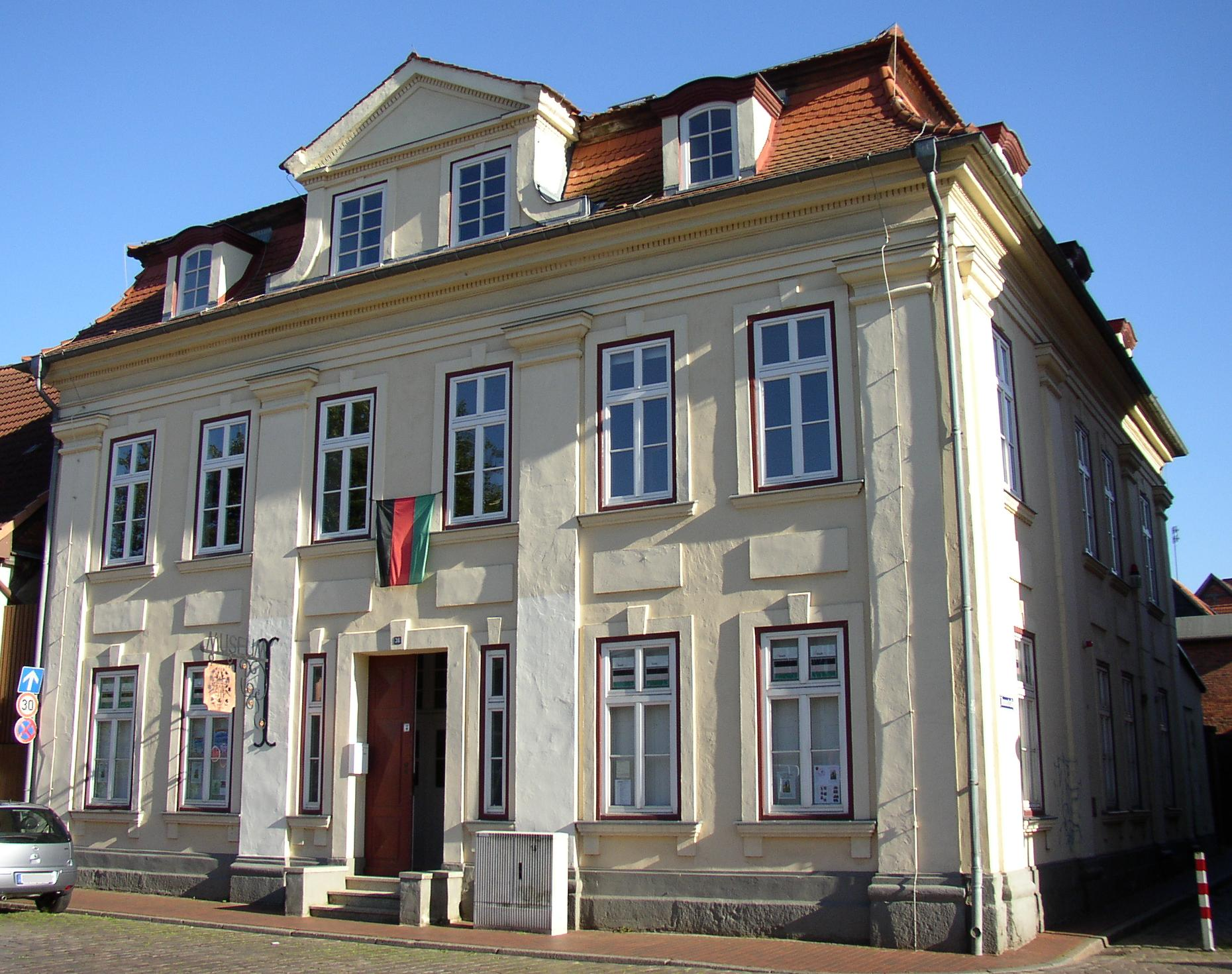
Museu
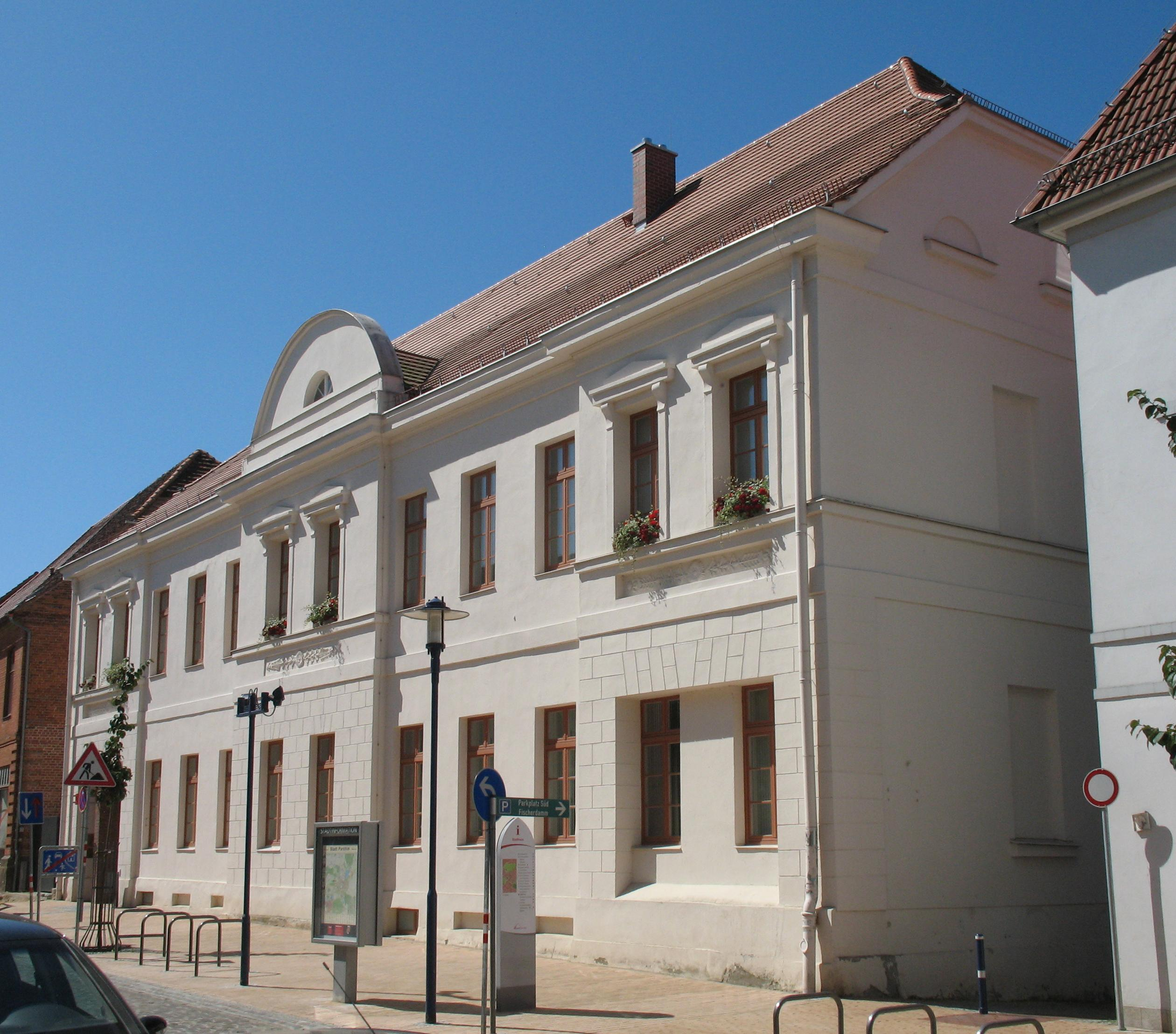
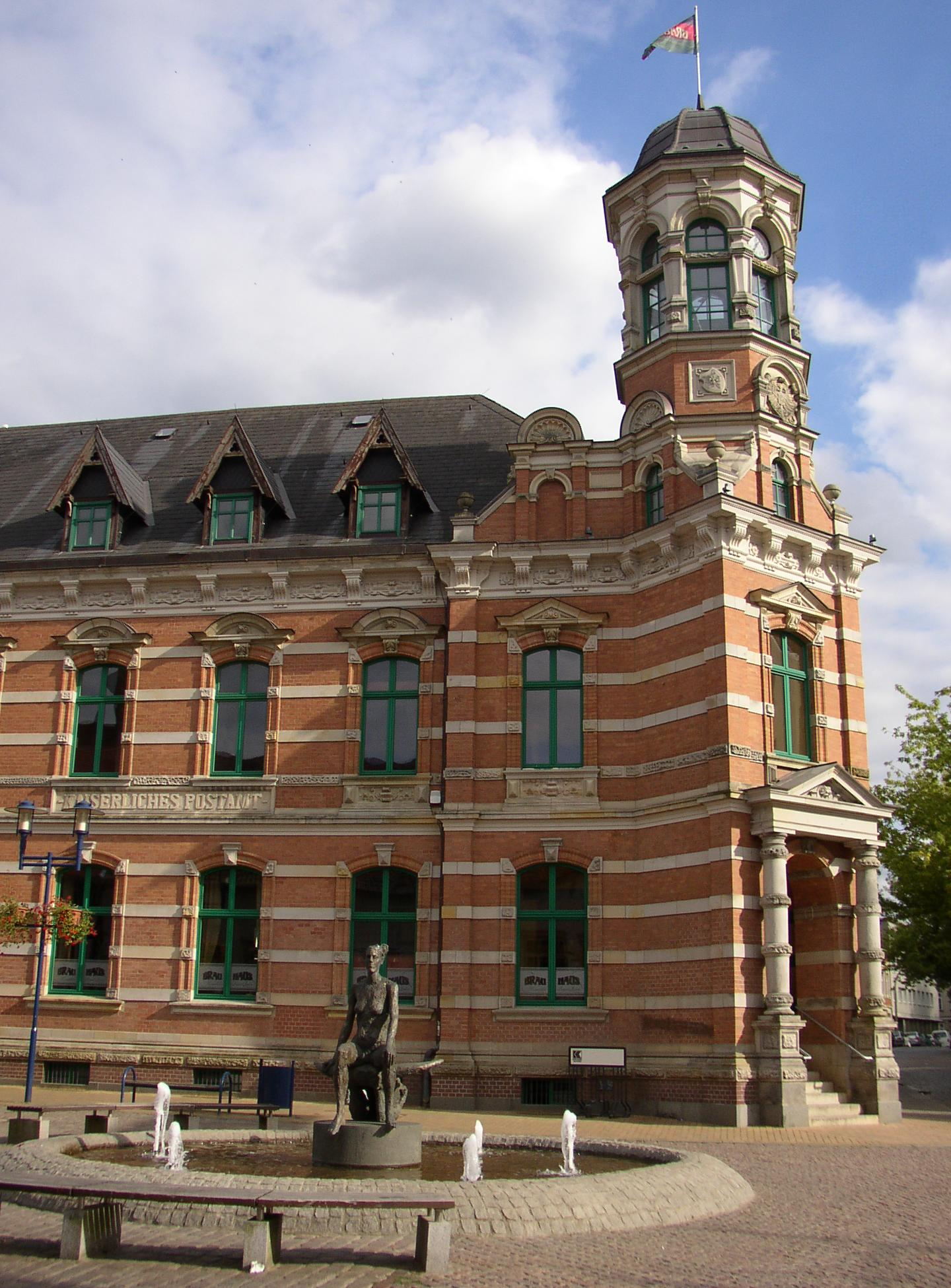
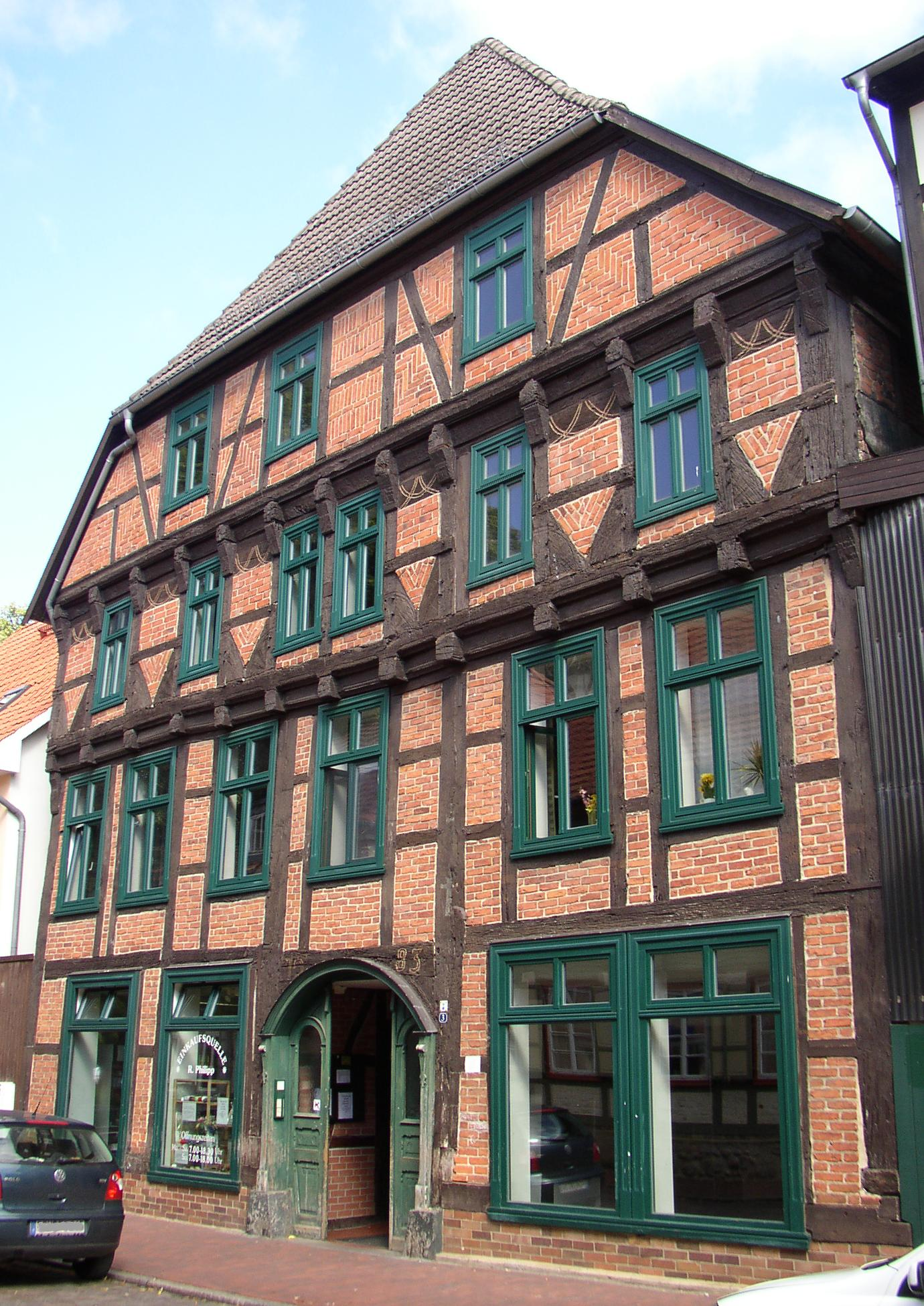
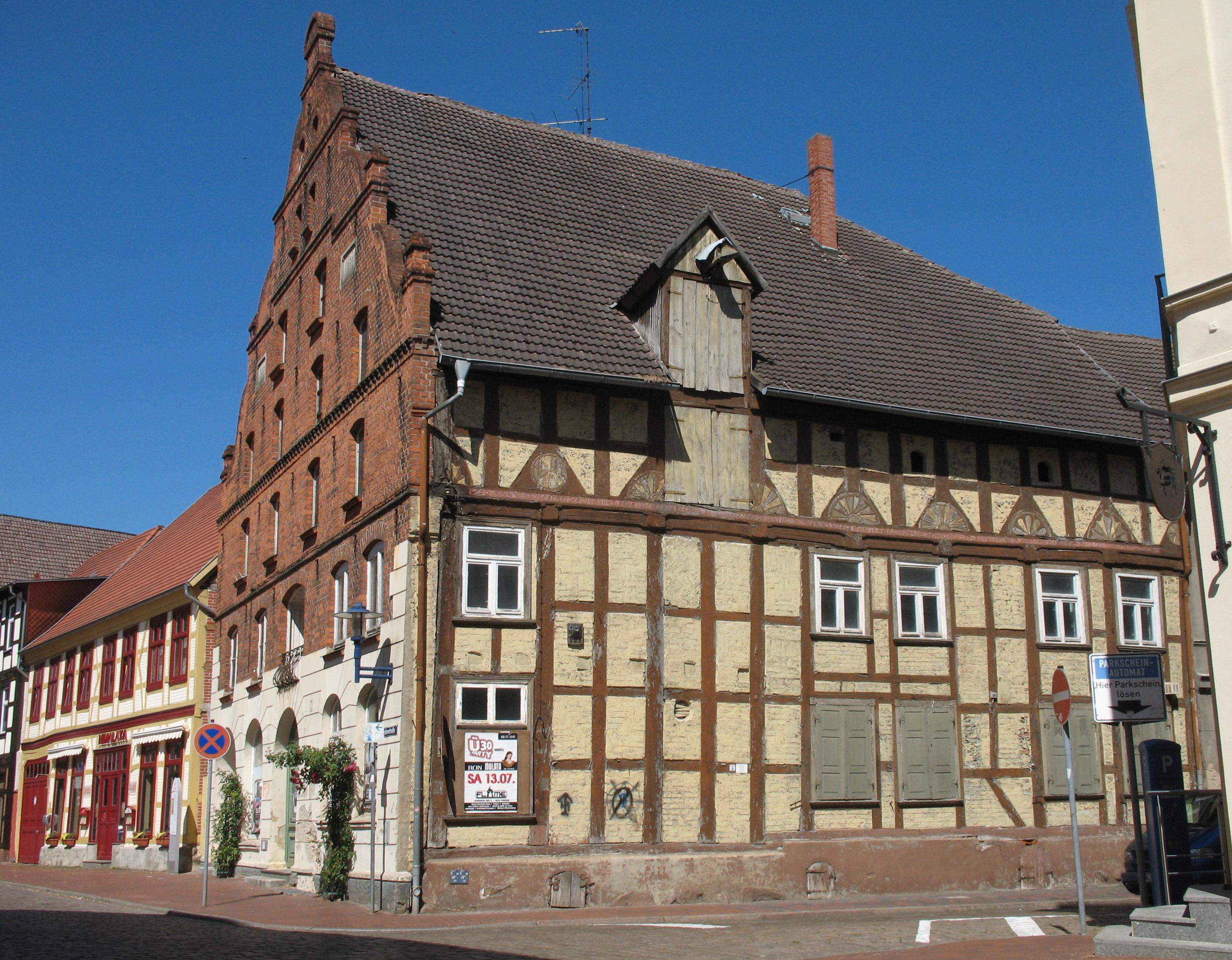
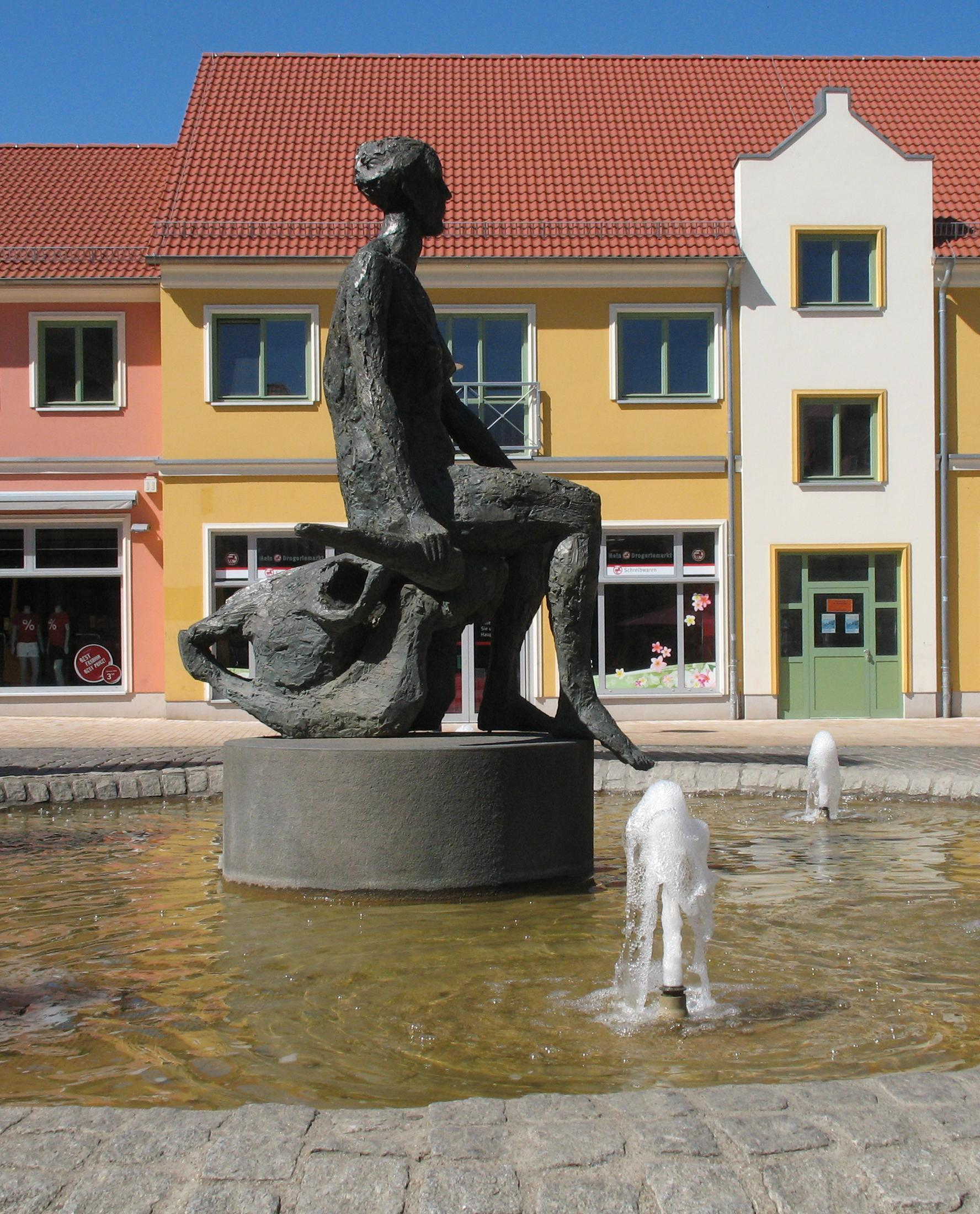
Fonte